# Ђула Какаш
Ђула Какаш (мађ. Gyula Kakas; 1876 — Будимпешта, 25. фебруар 1928) био је мађарски гимнастичар. Какаш је представљао Мађарску на првим Летњим олимпијским играма, у Атини 1896. године.
Какаш се такмичио у дисциплинама вратило, разбој, прескок и коњ са хватаљкама. Није успео да осваји ни једну медаљу, а његов пласман и резултати такође нису познати.
На Олимпијским играма 1900. у Паризу учествовао је опет у гимнастичким такмичењима. Такмичио се у вишебоју, тада се вишебој састојао од 16. дисциплина. Неке дисциплине су се одржавале по два пута, а поред гимнастике било је атлетских дисциплина као и дизање тегова. Свака дисциплина је доносила максимално 20 бодова (укупни максимум 320). Какаш је делио 88 место резултатом од 211 бодове, од 135 такмичара.
Какаш је наступио и на својим трећим Олимпијским играма, које су се одржале 1906. године које су уствари биле Олимпијске међуигре. Међународни олимпијски комитет ове Игре не признаје службено као равноправне осталим Олимпијским играма, па се и медаље освојене на овом такмичењу службено не рачунају у табелама освајача олимпијских медаља..